# Championnat de l'île de Man féminin de football
Le championnat de l'île de Man féminin de football est une compétition féminine de football rassemblant les meilleures équipes de l'île de Man. 

## Palmarès
- 1999-2000 : Douglas Royal
- 2000-2001 : Douglas Royal
- 2001-2002 : Rushen United
- 2002-2003 : Malew
- 2003-2004 : Rushen United
- 2004-2005 : Malew
- 2005-2006 : Malew
- 2006-2007 : Malew
- 2007-2008 : Douglas Royal
- 2008-2009 : Douglas Royal
- 2009-2010 : Corinthians
- 2010-2011 : Corinthians
- 2011-2012 : Corinthians
- 2012-2013 : Corinthians
- 2013-2014 : Douglas Royal
- 2014-2015 : Corinthians
- 2015-2016 : Peel
- 2016-2017 : Corinthians
- 2017-2018 : Corinthians
- 2018-2019 : Douglas Royal
- 2019-2020 : abandonné
- 2020-2021 : Corinthians

## Bilan par clubs
- 8 titres : Corinthians
- 6 titres : Douglas Royal
- 4 titres : Malew
- 2 titres : Rushen United
- 1 titre : Peel